# هانيا مورو
هانيا مورو (بالإنجليزية: Hania Moro)‏ (1 أكتوبر 1996 - ) سباحة من مصر. حصلت على العديد من الجوائز، حيث توجت بالميدالية الذهبية ضمن منافسات سباق 1650 ياردة حرة في بطولة القسم الشرقي للجامعات الأمريكية للسباحة، مُحطمةً رقمها الشخصي بـ12 ثانية، ورقم جامعتها الميريلاند بـ7 ثواني كاملة وبزمن 16:39.98 دقيقة؛ وذهبية 1500 متر حرة (2018) لبطولة أفريقيا للسباحة.

## روابط خارجية
- هانيا مورو على موقع الاتحاد الدولي للسباحة (الإنجليزية)
- هانيا مورو على موقع SwimRankings.net (الإنجليزية)
- هانيا مورو على موقع SwimRankings.net (الإنجليزية)